# Győr–Sopron-vasútvonal

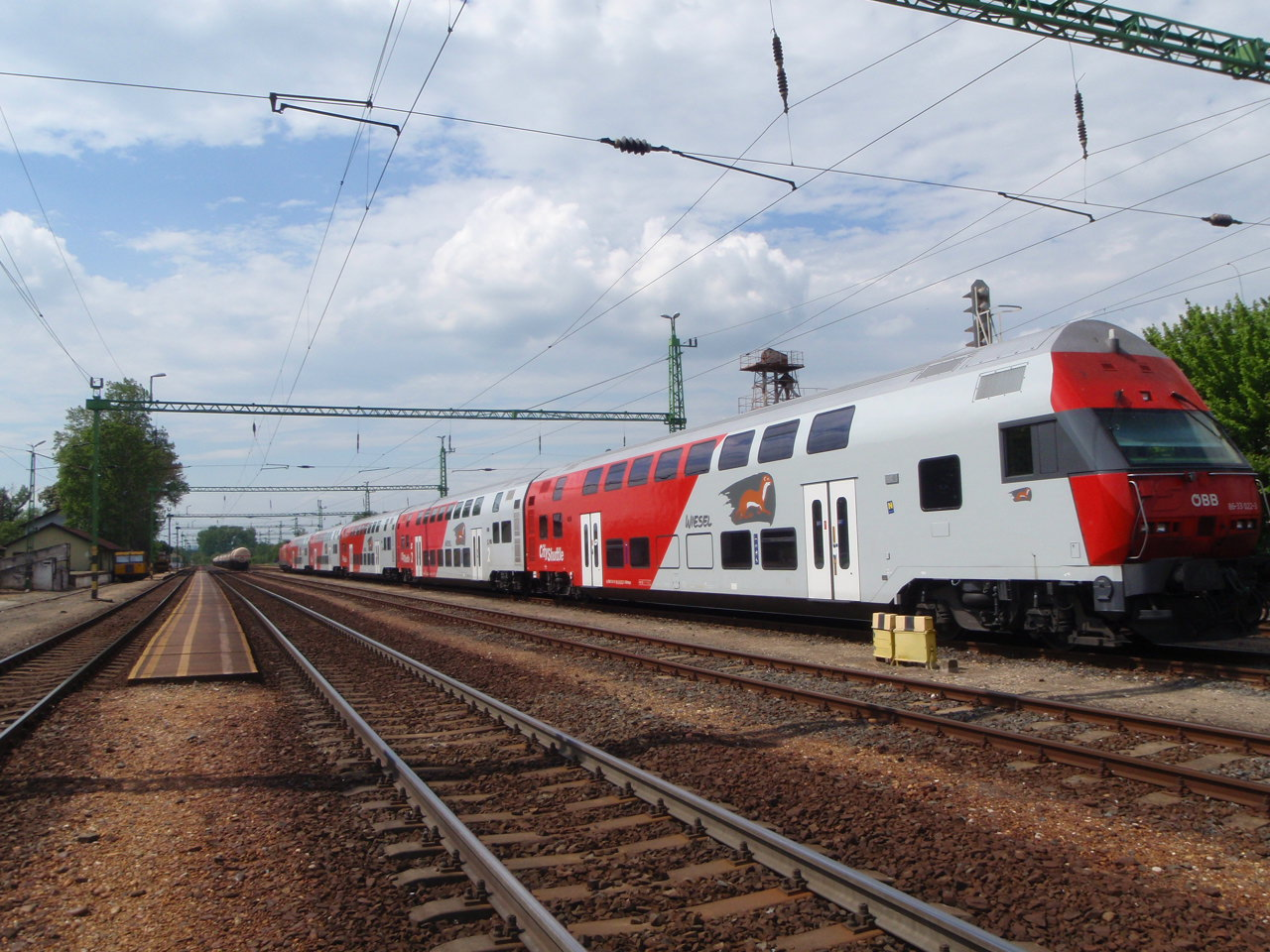
Fertőszentmiklós állomás

A 8-as számú Győr–Sopron-vasútvonal a GYSEV magyarországi legfontosabb vasúti fővonala. Magyarországi szakasza kb. 85 km hosszúságú. A teljes 126 km-es vonal egyvágányú, 25 kV 50 Hz-cel villamosított, és a rajta lévő 17 állomással együtt a Győr-Sopron-Ebenfurti Vasút Rt. - németül Raaberbahn AG (régi nevén: Raab-Oedenburg-Ebenfurther Eisenbahn) - magyar-osztrák vegyes tulajdonú vasúttársaság tulajdona. Építésére 1872-ben kapott engedélyt. Célja: a Kisalföldön termesztett gabona, cukorrépa illetőleg tőzeg szállítása volt.
A magyarországi szakasz Győr-Moson-Sopron vármegyét kelet-nyugati irányban szeli át, s köti össze a megye két megyei jogú városát. Engedélyezett sebesség Győr és Pinnye között 120 km/h, Pinnye és Sopron között 100 km/h.

## Története
A győri érdekek mellőzésével felépült Győr–grazi vasút után a városvezetés és a Kereskedelmi Gyülde a Győr–Ebenfurton át Sankt Pöltenig vezető vasút tervét karolta fel. A cél az volt, hogy Bécs mellőzésével a győri gabonapiac a legrövidebb úton kerüljön kapcsolatba a Nyugattal. A minisztérium a Győr–Sopron közt felépítendő vasútra az 1870-es évek elején több személynek adott előmunkálati engedélyt, majd 1872-ben báró Erlanger Viktor kapott végleges építési engedélyt. Az állam csak a szokásos, 30 évre szóló adómentességet biztosította a vállalkozónak, aki saját vagyonából volt kénytelen fedezni a költségeket. A vasúti pálya megépítését 1873-ban kezdték meg, de csak nagyon lassan haladt, amit a bécsi tőzsdeválság is súlyosbított, ezért a későbbiekben az állam kénytelen volt engedményeket tenni. A munkálatok 1874 után felgyorsultak, de ekkor meg a győri vasútállomással kapcsolatban merültek fel problémák. A GYSEV-nek a győri államvasúti pályaudvarhoz történő becsatlakozásához a gabonavásártérből, vagy a Honvéd ligetből jelentős területeket kellett volna átadni, amihez sem a Kereskedelmi Gyülde, sem a városi tanács nem volt hajlandó hozzájárulni. A minisztérium, a huzavonát megunva, a helyi kereskedelmi érdekek kárára, az államvasúttól másfél km távolságra adott engedélyt a GYSEV-állomás felépítésére. 1875-ben alakult meg a GYSEV részvénytársaság a vasútvonal megépítésére és üzemeltetésére. 1876-ban a vasúton megindult a forgalom, a győri álmok azonban itt sem váltak valóra. Győr városa ekkor még a közvetítő kereskedelmet illetően biztonságban érezte magát, de már folyt a nagy versenyfutás. A Győri Közlöny 1875. augusztus 27-i számában arról írt, hogy „Bécs már évek óta erőfeszítéseket tesz, hogy a gabonakereskedés terén Budapestet megelőzze, de eddig még a kis Győr városát sem volt képes háttérbe szorítani. Győr birtokában van mindazon vállalatoknak, melyeket egy-egy virágzó gabonakereskedést igényel. A kereskedés emberemlékezet óta olyan elterjedt és olyan jó hírnek örvend, melyet elhomályosítani nem lehet. Sőt, a forgalom állandóan növekszik. Míg 1866-ban 3 millió, 1867-ben 4 millió, mázsa gabonát szállítanak el évenként Győrből. Győrnek csak egy versenytársa van, ez Budapest, mely 1 millió mázsával haladja felül Győr gabonaforgalmát. Dacára annak, hogy Budapest a szállítási vonalba esik, Győr állja a próbát, mindkettő kereskedésére büszke lehet az ország. A bécsiek a gabonakereskedelemnek új irányt adni nem fognak, a fölény megtartása érdekében azonban még sok a teendő.” A közlekedési viszonyok javítása mellett gabona-raktárak létesítésére van szükség. A GYSEV-vel a győri kereskedők a gabonaforgalom bővítését remélték.
Az eredeti vonalvezetést áttervezve a vasútvonal nem az ebenfurti vasútállomásra, hanem a Déli Vasút által üzemeltetett (közvetlenül az országhatár melletti) Lajtaújfalui állomásra kötötte be. Innen korábban lóvasútként üzemelő vontatóvágány vezetett be Ebenfurtba. Ezt a vonalszakaszt a vasúttársaság bérbe vette az állomással együtt.
A soproni vasútállomás épülete 1884-ben készült el. 1889-ben üzembe helyezték  a MÁV vasúti hídjával  közös pillérekre helyezkedő GYSEV vasúti hidat a Rába győri szakasza felett. A MÁV lehetővé tette, hogy a győri pályaudvarra közvetlenül bejárhassanak a GYSEV személyvonatai, s onnan indulhassanak Sopron felé. 1891-ben elkészült a 2 km hosszú Rábaparti szárnyvágány is.
1890-ben a GYSEV is bevezetteti a zónadíjazást. Ezzel jelentősen megnövelte az utasforgalmát. 1907-ben indult Sopronből az első GYSEV által üzemeltetett közvetlen gyorsvonat Budapestre. Ez fordában üzemelt, azaz még aznap vissza lehetett vele utazni Sopronba. Így próbálták a bécsi vásárlókat Budapest felé orientálni. A trianoni békeszerződéssel 1920-ban kialakított új országhatárok 95 km-re rövidítették a GYSEV magyarországi vasútvonalainak hosszát.
A magyarországi bauxitkivitel forgalmát majdnem teljes egészében ezen a  vasútvonalon bonyolították le Németország felé. A második világháború idején korlátozták a személyforgalmat. 1944-ben és 1945-ben súlyos bombatámadások érték a vasútvonalat a katonai szállítmányok miatt és Sopron vasútállomását is. 1945 márciusában a visszavonuló német katonai csapatok felrobbantották a vonal összes hídját. A helyreállítás 1945 májusában kezdődött meg. A következő év májusáig csak egy vonatpár tudott közlekedni ezen a vonalon. A potsdami háromhatalmi szerződés értelmében a társaság részvényeinek 40%-át a Szovjetunió kapta meg.
A vonalat 1987-ben villamosították.
2007. december 21-én megszűnt az útlevél-ellenőrzés a GYSEV soproni és szentgotthárdi állomásain, valamint Fertőszentmiklós és Pamhagen között a vonatokon.
2023. május 1-től feltételes megállási rend került bevezetésre Rábapatona, Farád, Szárföld, Veszkény, Vitnyéd-Csermajor megállóhelyeken.

### Jövője
A Győr–Sopron-vasútvonalon a teljes, országhatárig tartó szakasz kétvágányúsítását tervezik már évtizedek óta. A vasútvonal az Intercity, személy és gyorsvonatok mellett az ország egyik legnagyobb teherforgalmát bonyolító pályája is. A projektet a GYSEV 2010. december 2-án benyújtotta, majd 2011. január 26-án aláírták a támogatási szerződést. A hatástanulmányok készítése, Sopron esetében a vasút és város viszonyának vizsgálata is megtörtént. Külön hangsúlyt kapott a Sopronnál az egymással párhuzamosan haladó Szombathely és Győr felé menő vasútvonalak jövőben közös 15-ös nyomvonalon való vezetése. Az egyik javaslat szerint Lóki sor felől a Győri utat felüljáróval keresztező a pályaudvarra vezető győri nyomvonalat kiváltanák, és az új vonal a 84-es főutat a szennyvíztisztító közelében keresztezné és Harka közelében csatlakozna a szombathelyi pályához.
Az első ütem az országhatár–Sopron–Fertőszentmiklós szakasz kivitelezése 2014 és 2016 között indult volna, ám forráshiány miatt a fejlesztés elmaradt. A teljes Győr–Sopron távon a 160 kilométer/órás sebességre alkalmas kétvágányú pálya kiépítése azóta sem történt meg. Közbeszerzési eljárás csak 2021-ben indult meg.

## Maximális sebesség
| Kezdőpont | Végpont | Hossz [km] | Sebesség [km/h] |
| --------- | ------- | ---------- | --------------- |
| Győr      | Pinnye  | 67,1       | 120             |
| Pinnye    | Sopron  | 17,1       | 100             |

## Járatok
A lista a 2024–2025-ös menetrend adatait tartalmazza. A páratlan vonatszámú járatok Győr felé, a páros vonatszámú járatok Sopron felé közlekednek.
| Vonat                        | Útvonal                                                                                                   |
| személyvonat                 | személyvonat                                                                                              |
| ---------------------------- | --- |
| személy                      | Győr – Csorna – Kapuvár – Sopron                                                                          |
| InterCity                    | |
| 912–928 Savaria              | Budapest-Keleti – Tatabánya – Győr – Csorna – Szombathely (– Szentgotthárd)                               |
| 312/313 Mura                 | Budapest-Keleti – Tatabánya – Győr – Csorna – Szombathely – Szentgotthárd – Graz Hauptbahnhof             |
| 310/311 Dráva                | Budapest-Keleti – Tatabánya – Győr – Csorna – Szombathely – Szentgotthárd – Graz Hauptbahnhof – Ljubljana |
| 981-997,1991,1998 Scarbantia | Budapest-Keleti – Tatabánya – Győr – Csorna – Sopron                                                      |

## Balesetek
1973. november 15-én reggel súlyos baleset történt a vonalon, amikor is a menetrendnek megfelelően M62-es mozdonnyal elindult Sopronból Győrön át Budapestre tartó Ciklámen Express. Ezzel egy időben Fertőboz állomáson fék műszaki hibás tehervonat vesztegelt. A rosszul kezelt, úgynevezett térközjelző beállítás miatt a Budapestre tartó vonat vezetője joggal hihette, hogy szabad előtte a pálya. Aztán Fertőboz előtt azt vette észre, hogy a saját vágányán egy másik szerelvény is áll. Az ütközést azonban nem lehetett elkerülni. A balesetben huszonhárman sérültek meg, közülük hatan súlyosan. A sérültek között volt a Ciklámen expressz mozdonya mögé sorozott kazánkocsi fűtője, a mozdonyvezető, a vonatvezető, valamint a tehervonat fűtője is, akik könnyebb sérülést szenvedtek.

## Fertőboz–Nagycenk
A Nagycenki Széchenyi Múzeumvasút a magyar vasútvonali hálózat 8a számú vonala, keskeny nyomtávolságú vasútja Magyarország nyugati határán, ami Fertőbozt – a Győr–Sopron-vasútvonal egyik állomását – köti össze a nagycenki Széchenyi-kastéllyal. A kisvasúti pálya hossza 3,6 km, nyomtávolsága 760 mm. A múzeumvasutat a Győr–Sopron–Ebenfurti Vasút üzemelteti.